# Боа-Вишта (остров)
Боа-Вишта, ранее — Боави́шта (порт. Boa Vista — «прекрасный вид») — третий по величине остров в Кабо-Верде.
Площадь острова — 620 км². Население — 9162 человека (2010).

## География
Остров славится своими белыми песчаными пляжами и дюнами, среди которых встречаются оазисы с финиковыми пальмами. Протяжённость пляжей — 55 км.
На острове добывали соль и разводили коз. Первым населённым пунктом считается посёлок Повуасан-Велья, что в переводе на русский язык означает «Старая деревня».

## Административное деление
| Остров    | Муниципалитет | Община           |
| --------- | ------------- | ---------------- |
| Боа-Вишта | Боа-Вишта     | Санта-Изабел     |
| Боа-Вишта | Боа-Вишта     | Сан-Жуан-Батишта |

## Туризм
Путешествие на быстроходном катере с острова Сал, главного туристического центра архипелага, на остров Боа-Вишта занимает около часа.

## Известные уроженцы
- Аристидиш Мария Перейра — политический и государственный деятель Республики Кабо-Верде и Республики Гвинея-Бисау.
- Жерману Алмейда — писатель и юрист.
- Аристидеш Раймунду Лима — генеральный секретарь Национальной ассамблеи Кабо-Верде.

## Виды

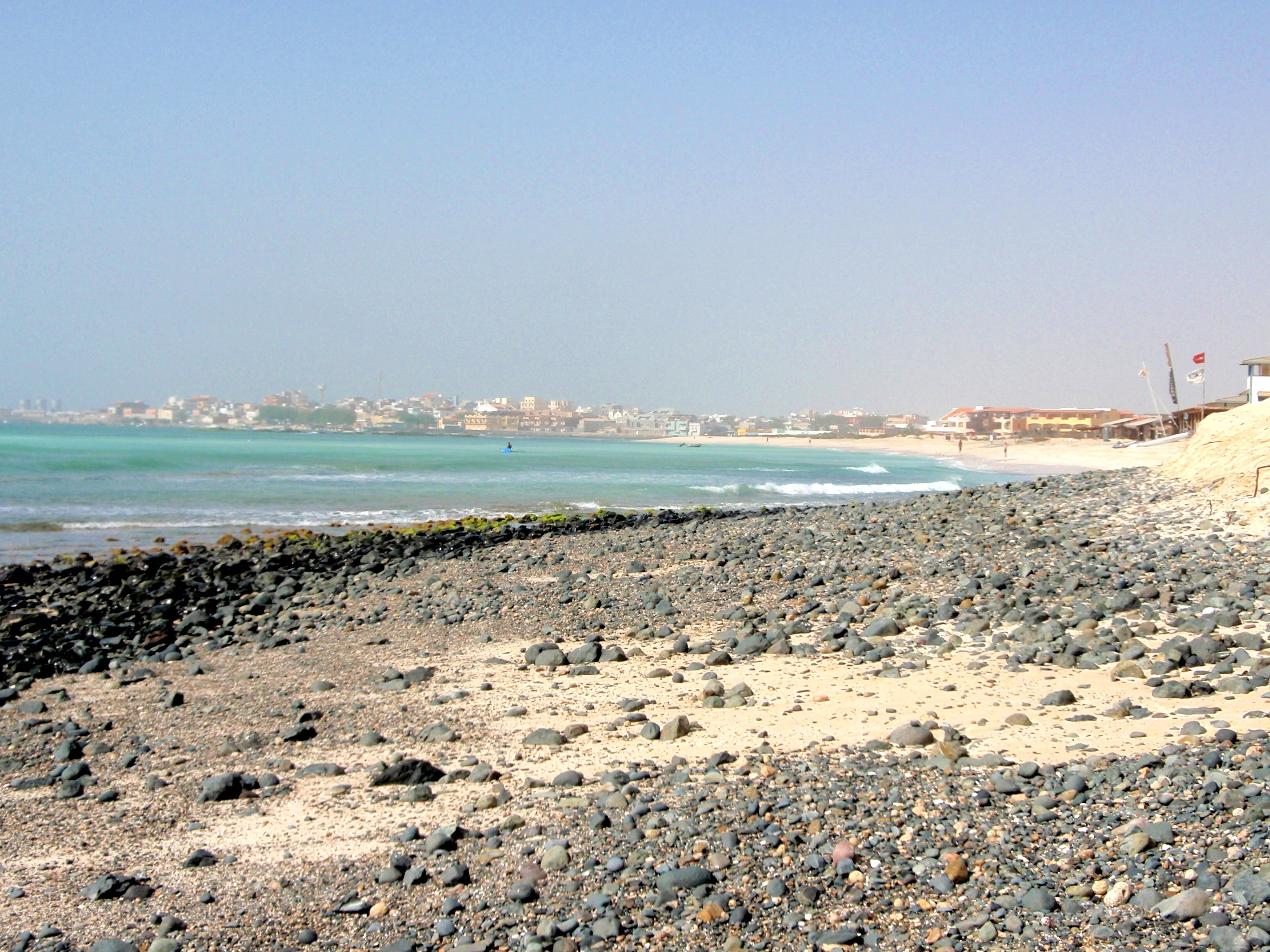
Побережье у г. Сал-Рей
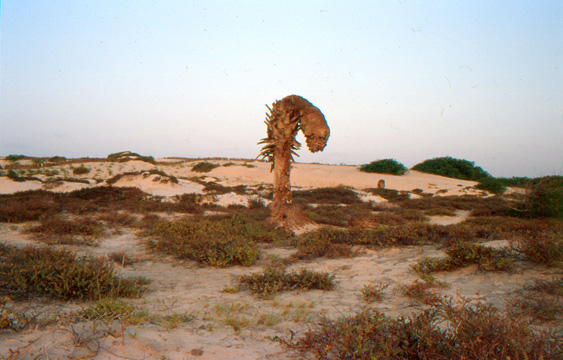
Окрестности г. Сал-Рей
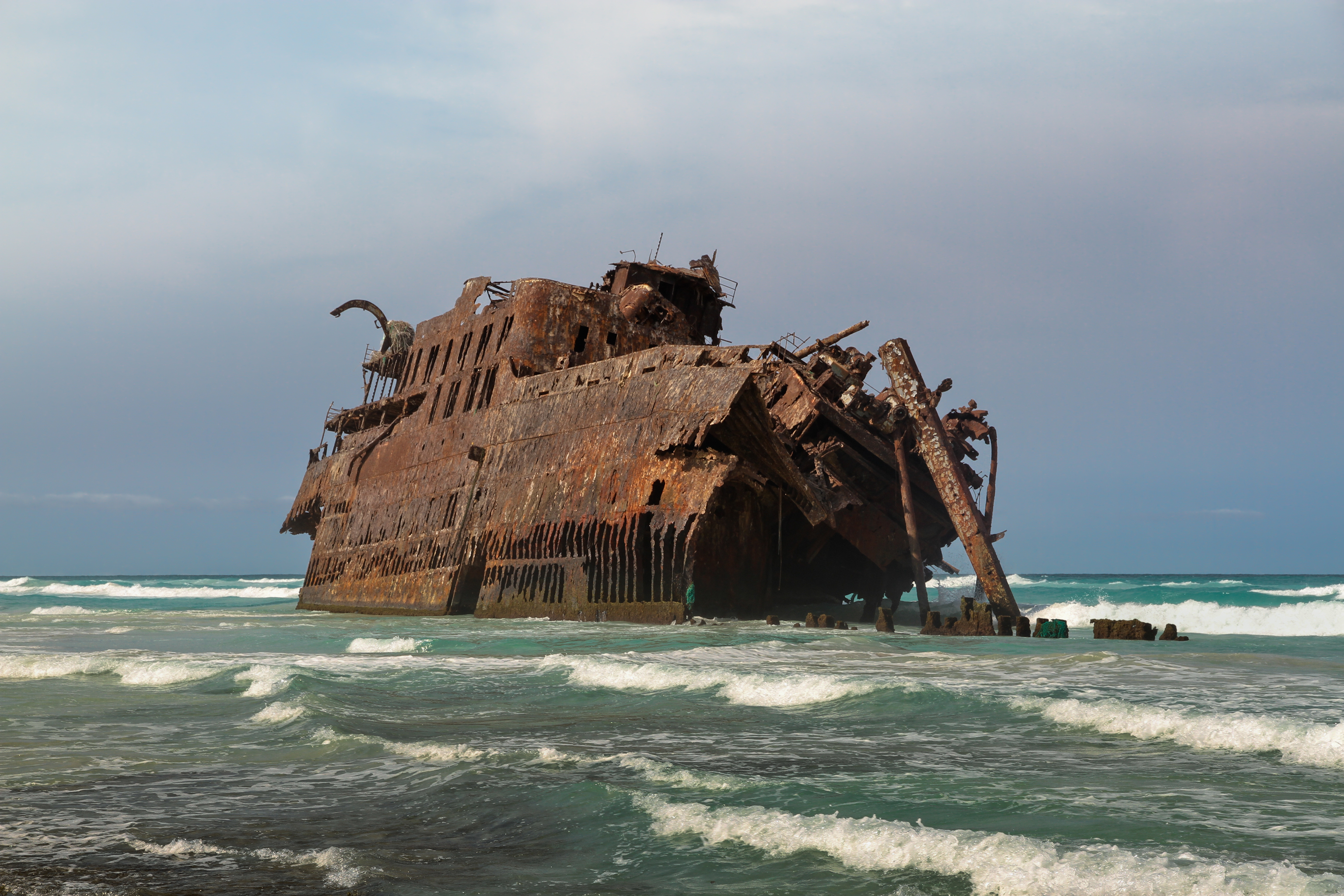
Община Санта Изабель, ок. д. Bofarreira. Т/х «Кабо Санта Мария», крушение в 1968г.
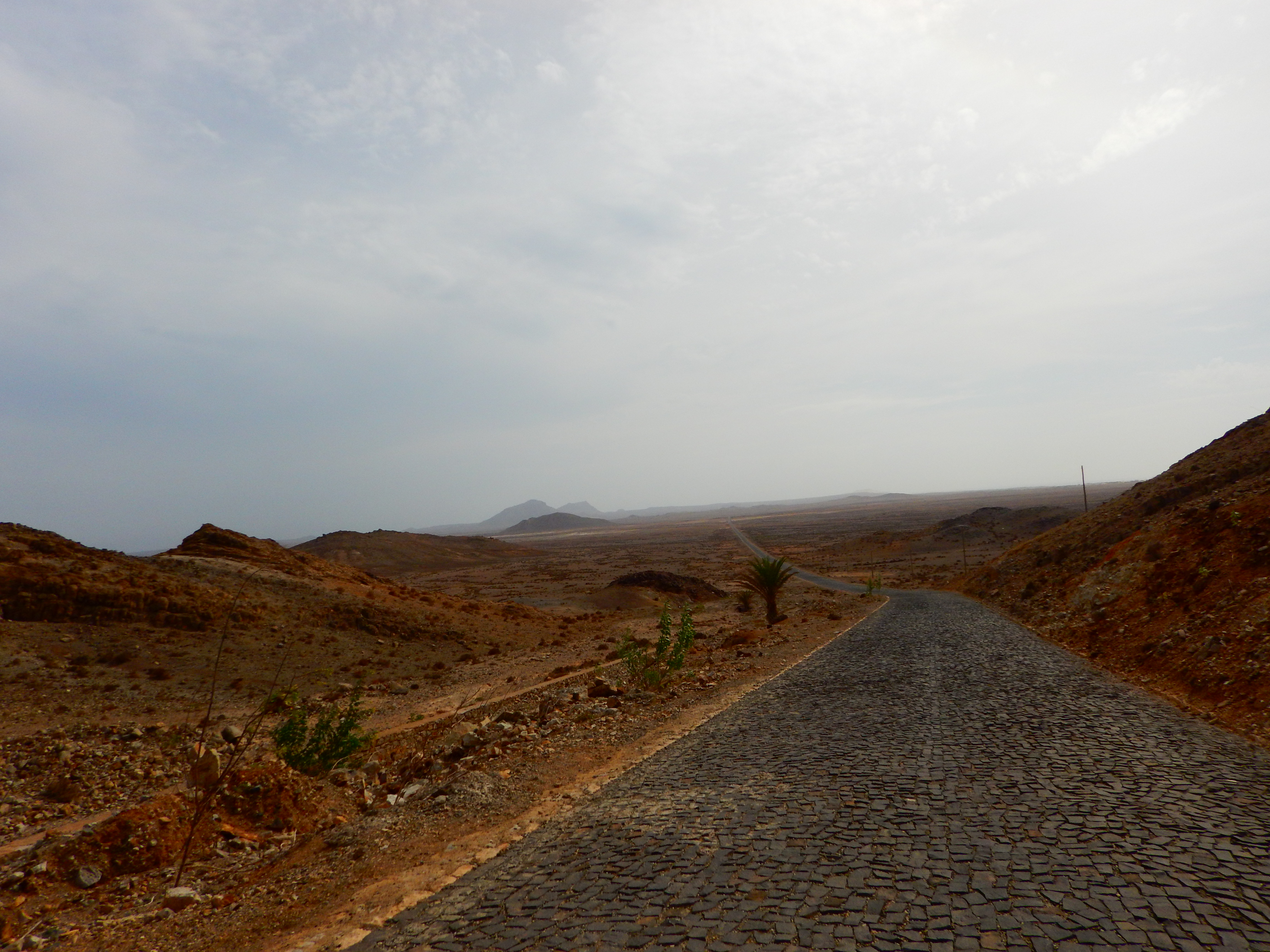
Пустынный вид острова Боавишта, дорога на Бофаррейра Кабо-Верде